# Lois Lane
Lois Lane är en av de uppdiktade huvudfigurerna i historierna om Stålmannen, där hon figurerar som huvudkaraktären Stålmannens främsta romantiska intresse. Lois Lane skapades av Jerry Siegel och Joe Shuster och förekommer för första gången i serietidningen Action Comics första nummer, samma nummer som Stålmannen. Hon är i historierna en reporter på Daily Planet, den stora tidningen i staden Metropolis.

## Historia
1938 publicerades det första numret av Action Comics, den serietidning där Stålmannen först figurerar. I samma nummer medverkar också reportern Lois Lane. Efter att ha nobbat Clark Kent, hamnar Lane i fara, ur vilken Stålmannen räddar henne. Det skulle komma att bli ett återkommande tema i deras relation, och även om paret är känt för sin kärlekshistoria, där Lane försöker avslöja att Stålmannen är samma person som Clark Kent, har Lanes förmåga att hamna i farliga situationer och bli räddad av Stålmannen blivit omtalad. Andra menar dock att Lois Lane är en självständig rollfigur, med goda skäl.
Lane byggde på rollfiguren Torchy Blane, den tuffa reportern som det gjordes nio B-filmer om mellan 1937 och 1939. Serien byggde på en serie kiosklitteraturnoveller om den manlige reportern Kennedy av Frederick Nebel, och som kämpade för att få mer information från polisen MacBride. I filmversionerna fick Kennedy bli kvinna, medan MacBride blev hennes kärleksintresse. Reporter var ett av de få yrken under 1930-talet där kvinnor i USA kunde anses lika självständiga och intelligenta som män, och Blane, som spelades av Glenda Farrell i filmerna, förkroppsligade det välsmorda munlädret och den höga självkänslan förtjänstfullt, och fick möta de fördomar som fanns vid tiden, vilket gjorde att rollfiguren fick än vidare berömmelse.
En fråga som diskuteras mycket angående relationen mellan Stålmannen och Lois Lane är varför Lane inte ser igenom Stålmannens ganska tunna förklädnad. När Lane väl får reda på hans hemlighet och börjar tvivla på sin egen förmåga som reporter blir hon påmind om att det är en av berättelsens styrkor: 
| ”                                                             | No, no, no, Miss Lane, not stupid, blind. It is one of the many things that makes your story so timeless. Why children never tire of hearing it at bedtime. Why parents never outgrow it. Generation after generation, we are all blinded by love, Miss Lane. Especially that one great love that changes us forever. | „ |
| – H.G. Wells, Lois & Clark, avsnittet "Tempus Fugitive", 1995 | |   |

## I övriga media
I filmerna Superman - The Movie (1978), Superman II – Äventyret fortsätter (1981), Stålmannen går på en krypto-nit (1983) och Stålmannen i kamp för freden (1987) spelades hon av Margot Kidder. I filmen Superman Returns, 2006 porträtteras hon av Kate Bosworth, i TV-serien Lois & Clark av Teri Hatcher, och i TV-serien Smallville spelas hon av Erica Durance. Hon spelas av Amy Adams i filmen Man of Steel (2013).

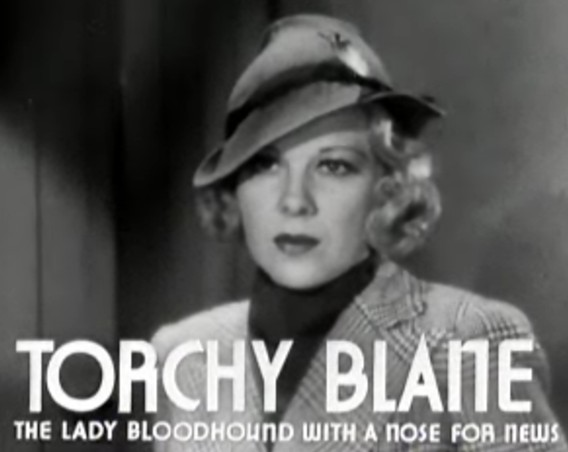
Glenda Farrell, som Torchy Blane, förebilden till Lois Lane.
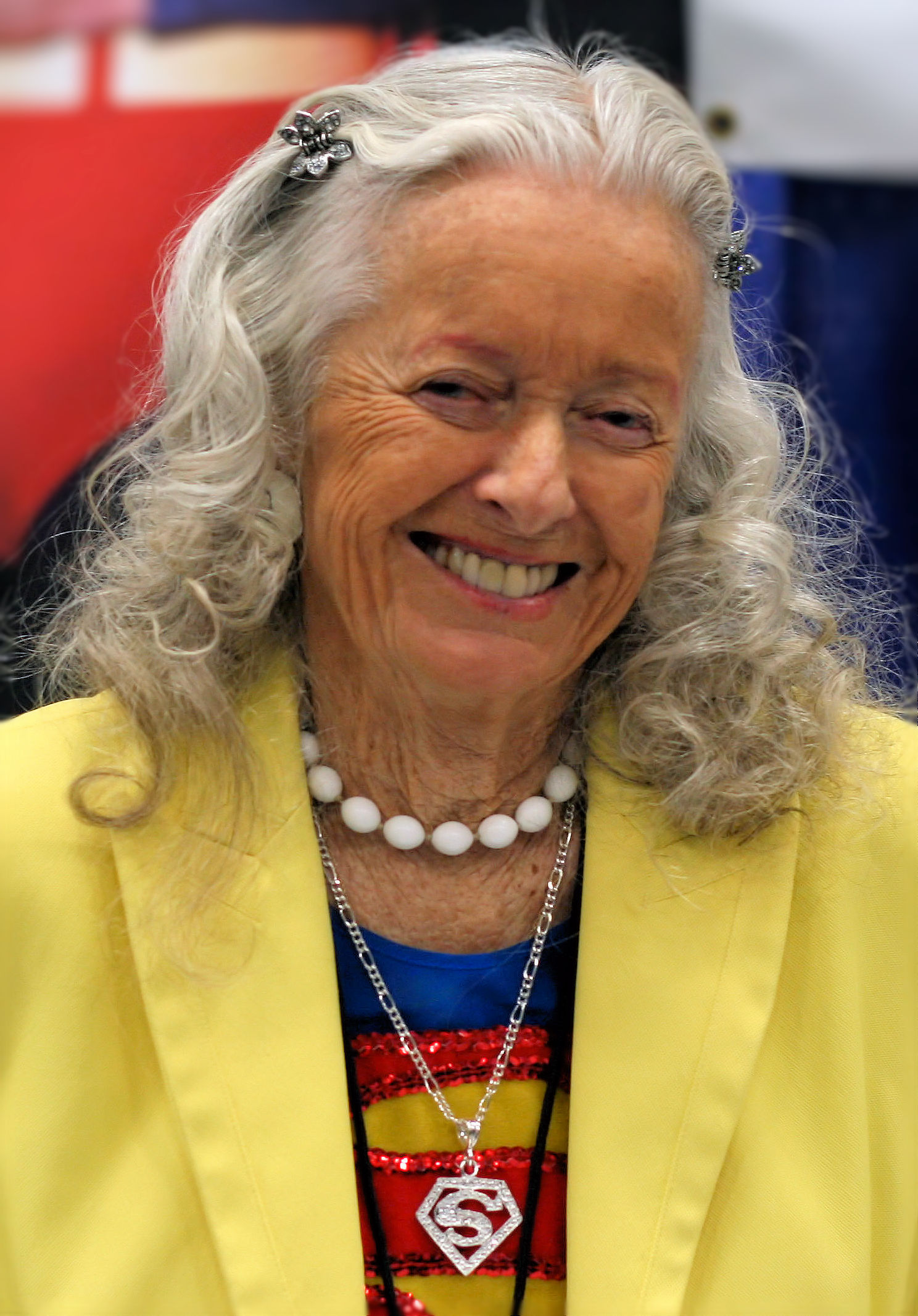
Noel Neill, som var den första att spela Lois Lane på film. Här 2008.
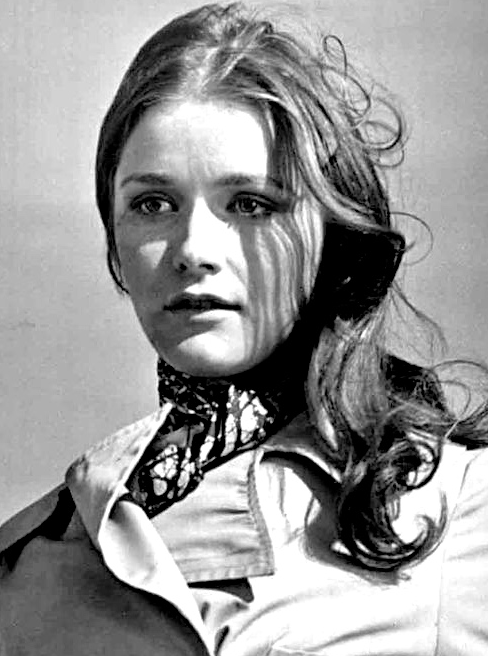
Margot Kidder, som spelade Lois Lane i fyra filmer mellan 1978 och 1987.
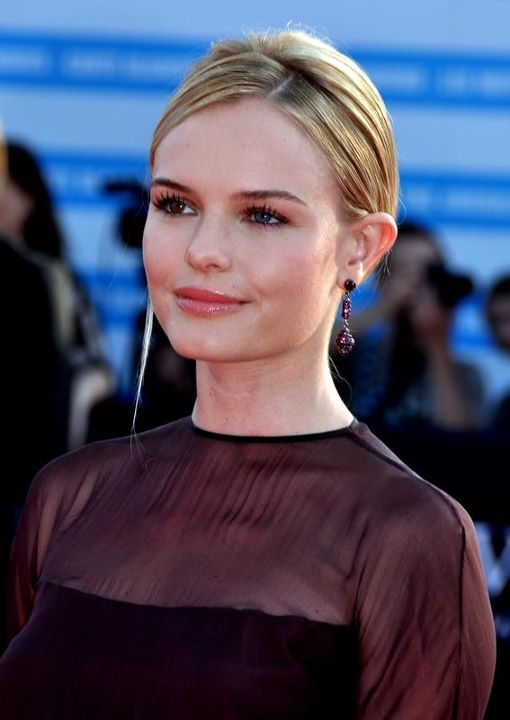
Kate Bosworth, som spelade Lane i filmen Superman Returns.
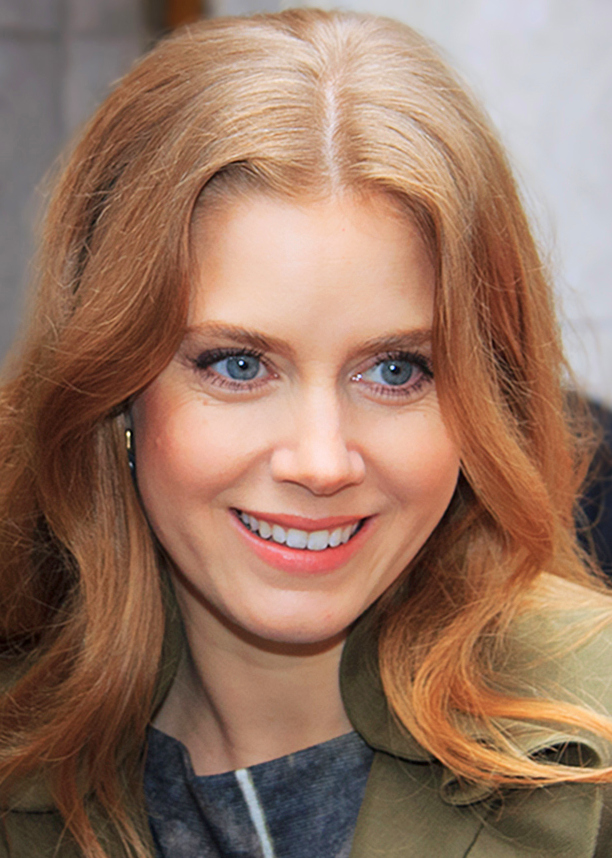
Amy Adams som spelade Lane i Man of Steel, Batman v Superman: Dawn of Justice och Justice League.
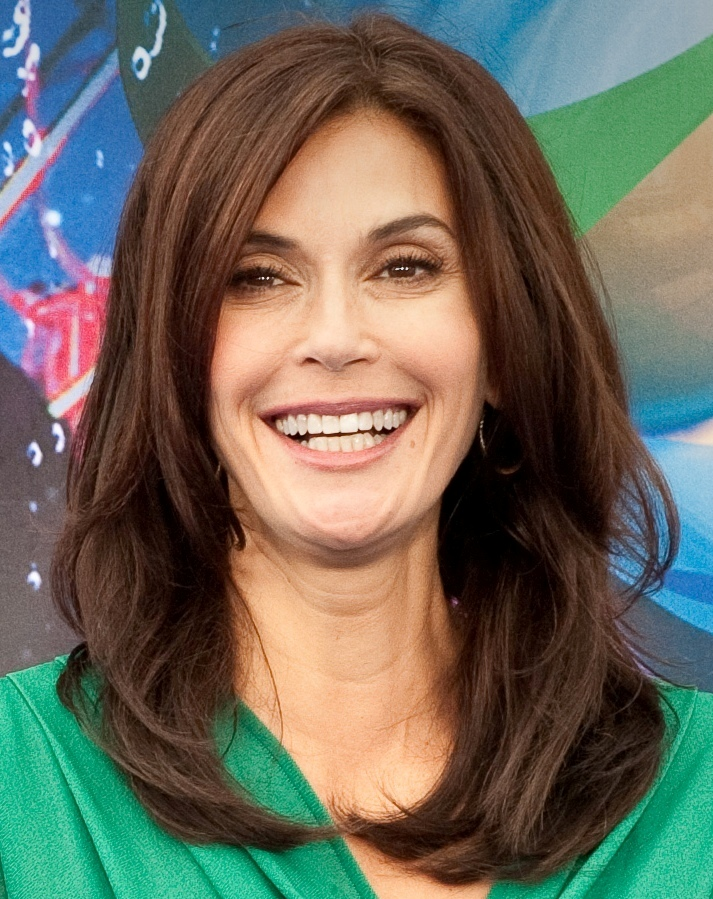
Teri Hatcher, som spelade Lane i TV-serien Lois & Clark.